# Dictyomorpha dioica
Dictyomorpha dioica är en svampart som beskrevs av Couch ex Mullins 1961. Dictyomorpha dioica ingår i släktet Dictyomorpha, ordningen Chytridiales, klassen Chytridiomycetes, divisionen pisksvampar och riket svampar.   Inga underarter finns listade i Catalogue of Life.